# Flavia Stefani
Flavia Stefani (Goiânia, 1982) é uma escritora, tradutora e editora brasileira-estadunidense.
Formada em Comunicação Social em Goiânia, concluiu seu mestrado em Escrita Literária na Universidade de Nevada, em Las Vegas. Ao lado da escritora e tradutora Bruna Dantas Lobato, traduziu alguns poemas de Manoel de Barros para o inglês.
Antes, trabalhou como redatora publicitária em São Paulo e em Nova York, depois de cursar uma especialização na Miami Ad School. Agora se dedica exclusivamente à literatura. Desde então, publicou contos, ensaios e poemas em diversos veículos nacionais e internacionais.
Entre 2023 e 2024, foi selecionada como uma das Brown-Handler Writer‘s Residents nos Estados Unidos, trabalhando numa antologia de contos e num romance, ainda em curso. Em 2024, participou com um conto da antologia O dia escuro, a convite das organizadoras Fabiane Secches e Socorro Acioli, para a Companhia das Letras.
Flavia também é colunista do jornal Opção.